# شارع عثمان بن عفان
شارع عثمان بن عفان هو أحد شوارع بغداد في وسطها الشمالي وهو امتداد لشارع رشيد عالي الكيلاني، ويبدأ هذا الشارع ذو الاتجاهين وبينهما جزرة وسطية من ساحة أحد وتكون بلدية الأعظمية في سبع أبكار خليل باشا شرقاً ومحلة الصليخ القديم غرباً، ثم يمر بساحة الطبقجلي وهناك تنتهي الجزرة بين الاتجاهين، ثم يمر الشارع بسوق السمجة ثم يتجه إلى دائرة أوقاف بغداد في الرصافة التابعة لديوان الوقف السني، وينتهي الشارع عند محاذاته بطريق القناة السريع قرب مستشفى العلاج الطبيعي، وهذا الشارع يقطع منطقة سبع أبكار من جنوبها إلى شمالها كاملة، ورقم الشارع هو (زقاق 31) ويُسمّى الشارع العام، ورقم خط الحافلة التي تسير فيه هو 5.

## معالم في الطريق
- دائرة بلدية الأعظمية.
- العيادة الشعبية في محلة الدهاليك.
- أفران جوهرة لبنان.
- ثانوية الانتصار.
- سوق السمجة.
- جامع حسن البارح.
- المعهد الإسلامي.
- مجمع الجامعة العراقية

## شوارع محاذية أو متصلة
- شارع بلال بن رباح، يبدأ من ساحة أحد ويمر بسبع أبكار ثم الدهاليك وينتهي بالكريعات.
- شارع أبو بكر الصديق.
- طريق محمد القاسم.
- طريق القناة السريع.

## طول الشارع
يبلغ طول الشارع حوالي 2500 مترا من ساحة أحد إلى منطقة محاذاته لطريق القناة، وقد كان شارع عثمان بن عفان يصبّ في طريق القناة قبل إنشاء طريق محمد القاسم.